# Atelopus ebenoides
La rana pintada o arlequín negro del Cauca (Atelopus ebenoides) es una especie de anfibio anuro de la familia Bufonidae  en grave peligro de extinción. Sólo vive en lugares muy concretos de los departamentos colombianos de Huila y Cauca.